# Musée Clemenceau
Le musée Clemenceau est un musée français ouvert au public en 1931, au no 8 de la rue Benjamin-Franklin, dans le 16e arrondissement de Paris. Ce musée, installé dans l'appartement du rez-de-jardin où Georges Clemenceau vécut de 1896 jusqu'à sa mort en 1929, est consacré à la vie et au travail de ce dernier.

## Vie de Clemenceau dans cet appartement

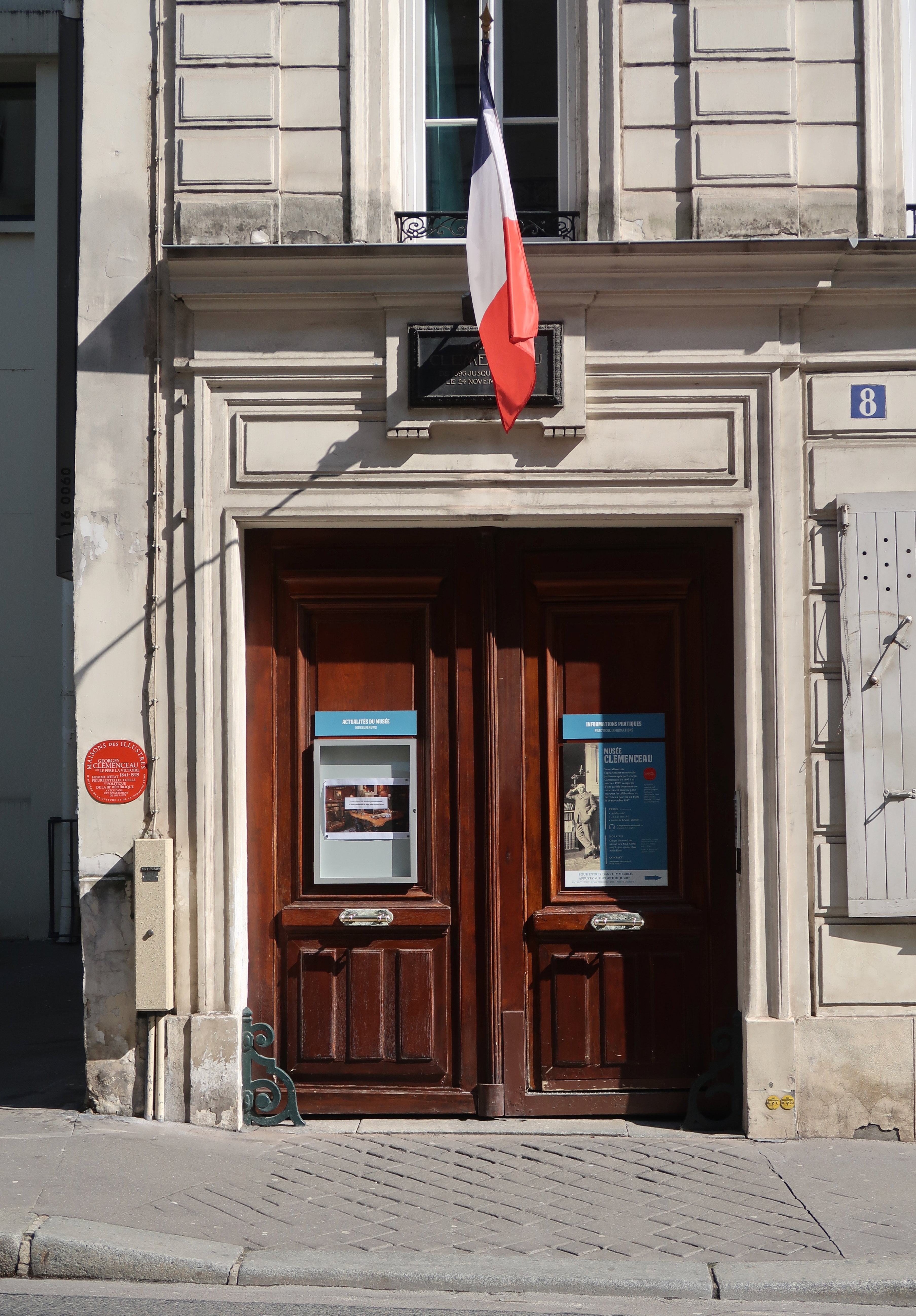
Porte d'entrée.

L'immeuble avait auparavant servi de garçonnière à l'aristocrate libertin Robert de Montesquiou.
Clemenceau s'y installe peu après l'affaire de Panama, à la suite de laquelle, calomnié, il a perdu son siège de député. C'est de là que, devenu journaliste, il suit l'affaire Dreyfus, rédigeant pour la défense de celui-ci 665 articles (près de 3300 pages) entre 1899 et 1903.
C'est ici qu'il continue à habiter résolument lorsqu'il est par deux fois nommé président du Conseil, responsable du ministère de l'Intérieur entre octobre 1906 et juillet 1909, puis des Armées entre novembre 1917 et janvier 1920. Il refuse à chaque fois d'habiter dans les palais officiels car, dit-il « je ne veux pas vivre en meublé ».
C'est là aussi qu'il se retire après avoir quitté la vie politique en 1920, et travaille notamment à ses dernières œuvres.
La propriétaire de l'immeuble, Mme Morand, sachant ses ressources modestes, s'était interdit d'augmenter le loyer, laissant comme consigne à ses héritiers de faire de même. Mais ceux-ci, en indivision et incapables de s'entendre, mirent à sa mort l'immeuble en vente en 1926. Georges Clemenceau se résigna alors à l'idée qu'il lui faudrait habiter à l'année dans la petite maison de vacances qu'il louait à Saint-Vincent-sur-Jard au commandant Luce de Trémont, châtelain à Avrillé (85). Ce projet ne laissait pas d'inquiéter ses amis, en raison de son grand âge (85 ans), mais aussi de l'isolement et du relatif inconfort de cette demeure.
Au lendemain de la mise en adjudication de l'immeuble, Clemenceau reçut rue Franklin la visite du nouveau propriétaire, un Américain du nom de Bacon. Celui-ci était le conseil à Paris d'un riche entrepreneur d'origine canadienne, James Stuart Douglas (en) (1867-1949) qui possédait des mines en Arizona et admirait beaucoup Clemenceau (il avait notamment créé pour l'exploitation de sa mine une petite ville nommée Clemenceau).
Sollicité secrètement par Marguerite Baldensperger, amie intime de Clemenceau, il avait donné à son conseil « le pouvoir d'enchérir sans limite et, le cas échéant, de passer outre à toute objection du Tigre » (surnom populaire de l'ancien président du Conseil). C'est ainsi que le 18 mai 1926, après des enchères disputées uniquement entre les pères jésuites de l'école contigüe (lycée Saint-Louis-de-Gonzague) qui voulaient s'agrandir, et M. Bacon, l'immeuble avait été adjugé à ce dernier.
Clemenceau put ainsi rester dans les lieux et y mourut le 24 novembre 1929.

## Après Clemenceau
Après la mort de Clemenceau, une fondation fut créée dont l'objet demeure, aujourd'hui encore, de « perpétuer le souvenir intime de Clemenceau en conservant dans l'état où il se trouvait le jour de son décès l'appartement qu'il avait occupé pendant 34 ans ». Les trois enfants du Tigre, Michel, Thérèse et Madeleine, firent don à cette fondation de tout ce que l'appartement contenait.
Le musée ouvre ses portes au public en 1931. Il fut complété en 1937 par l'ouverture d'une galerie documentaire qui retrace la vie et l'œuvre de Georges Clemenceau. À l’occasion des célébrations du centenaire de l'arrivée de Clemenceau au gouvernement durant la Première Guerre mondiale, la muséographie et la scénographie de la galerie ont été entièrement renouvelées en 2017.
La fondation est reconnue d'utilité publique par un décret du 7 juillet 1932.
L'appartement et le jardin font l’objet d’un classement au titre des monuments historiques depuis le 3 mai 1955,.
Le musée s'organise entre le rez-de-chaussée (l'appartement de Clemenceau) et le premier étage (dédié aux expositions temporaires).
Il est titulaire du label Maisons des Illustres.

## Description de l'appartement

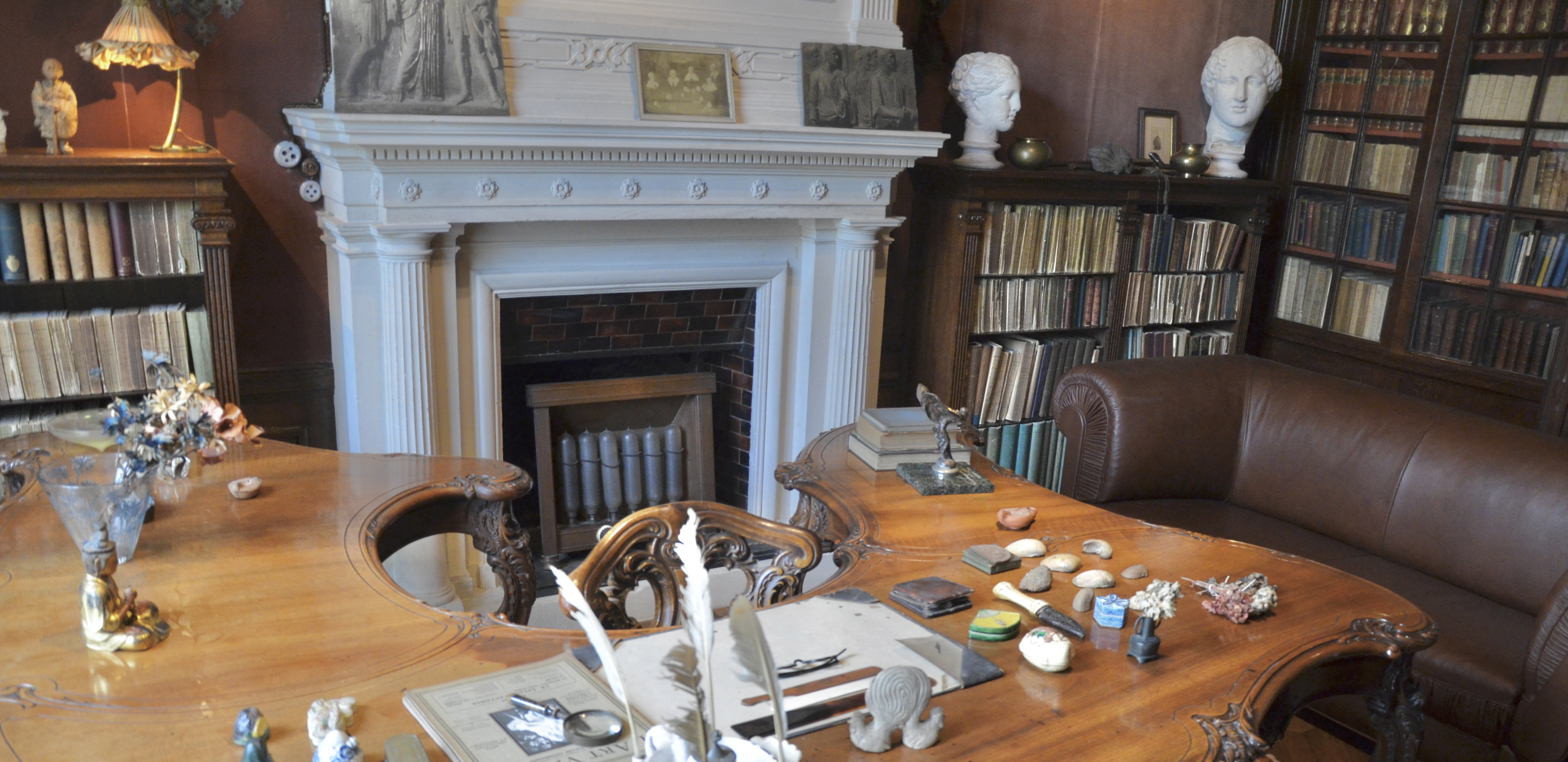
Bureau de Clemenceau conçu par Gabriel Viardot.

Une pièce entière, la plus vaste, donnant sur le jardin, était consacrée au travail. Clemenceau avait fait réaliser par son ami, l'ébéniste parisien Gabriel Viardot, un très grand bureau en forme de fer à cheval. Tout autour de la pièce, des livres témoignent de l'éclectisme de ses lectures, des objets révèlent des goûts artistiques affirmés et ses amitiés, et rappellent les nombreux voyages qu'il a effectués.
L’appartement s’ouvre sur un charmant jardin fleuri. Georges Clemenceau aimait à s’y promener avec ses visiteurs, élevait des poules et jardinait, à ses heures perdues, échangeant plantes et conseils botaniques avec son ami Claude Monet. Sa chambre, meublée dans le goût chinois, possédait un autre bureau où il travaillait au petit jour. Une grande salle à manger lui permettait de recevoir amis et famille de passage.

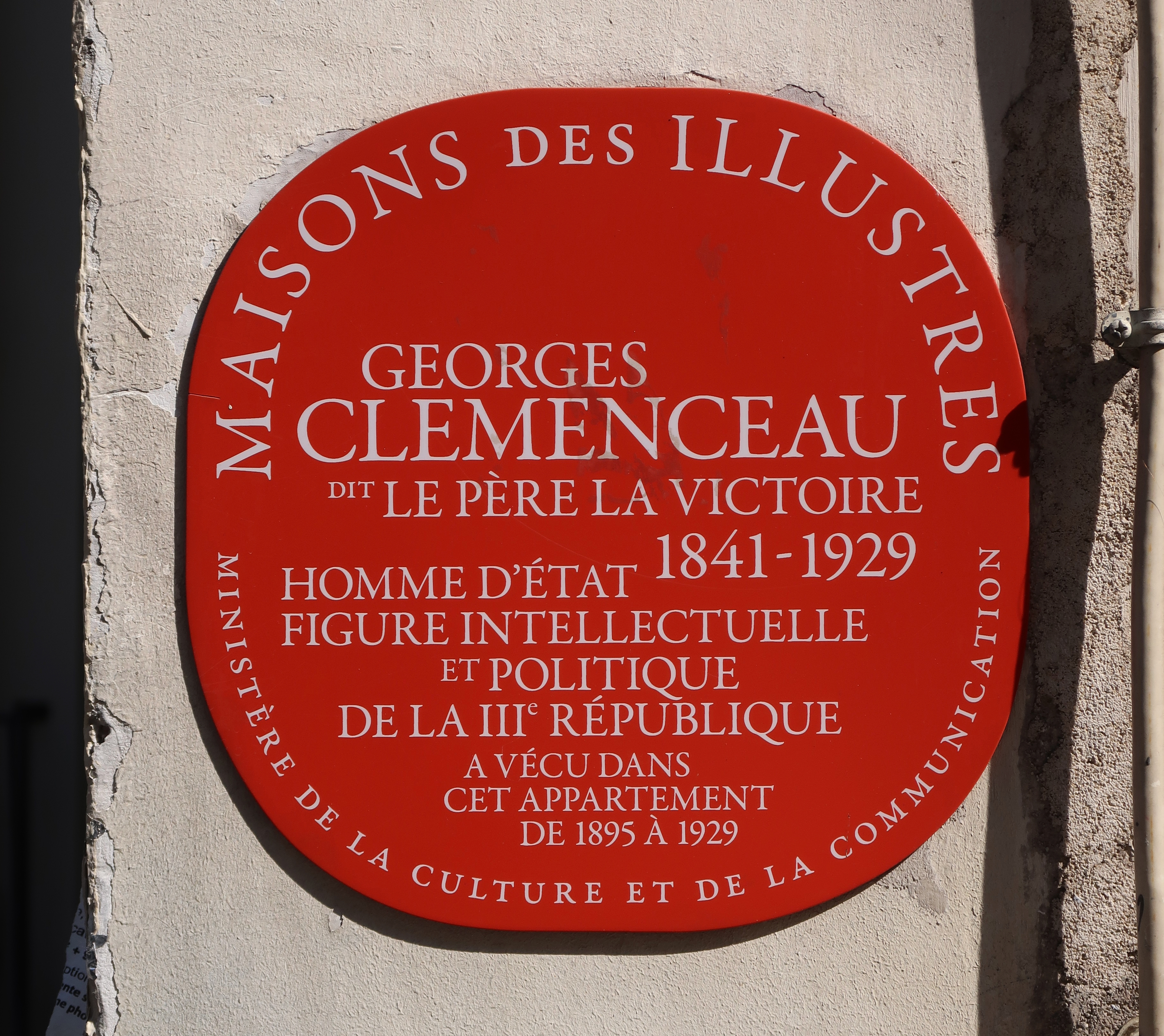
Plaque du label Maisons des Illustres, à gauche de l'entrée
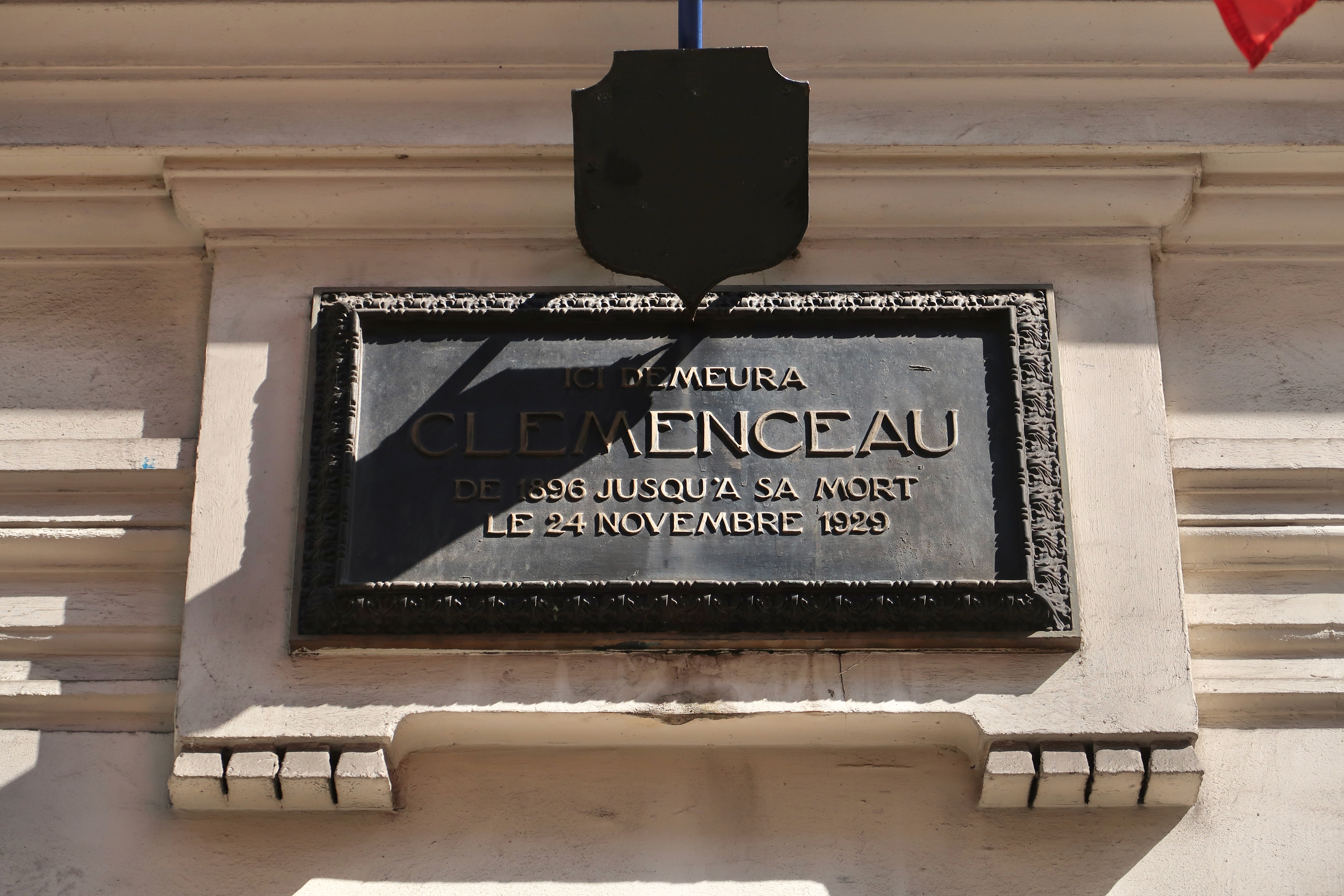
Plaque au fronton : « Ici demeura Clemenceau de 1896 jusqu'à sa mort le 24 novembre 1929 »
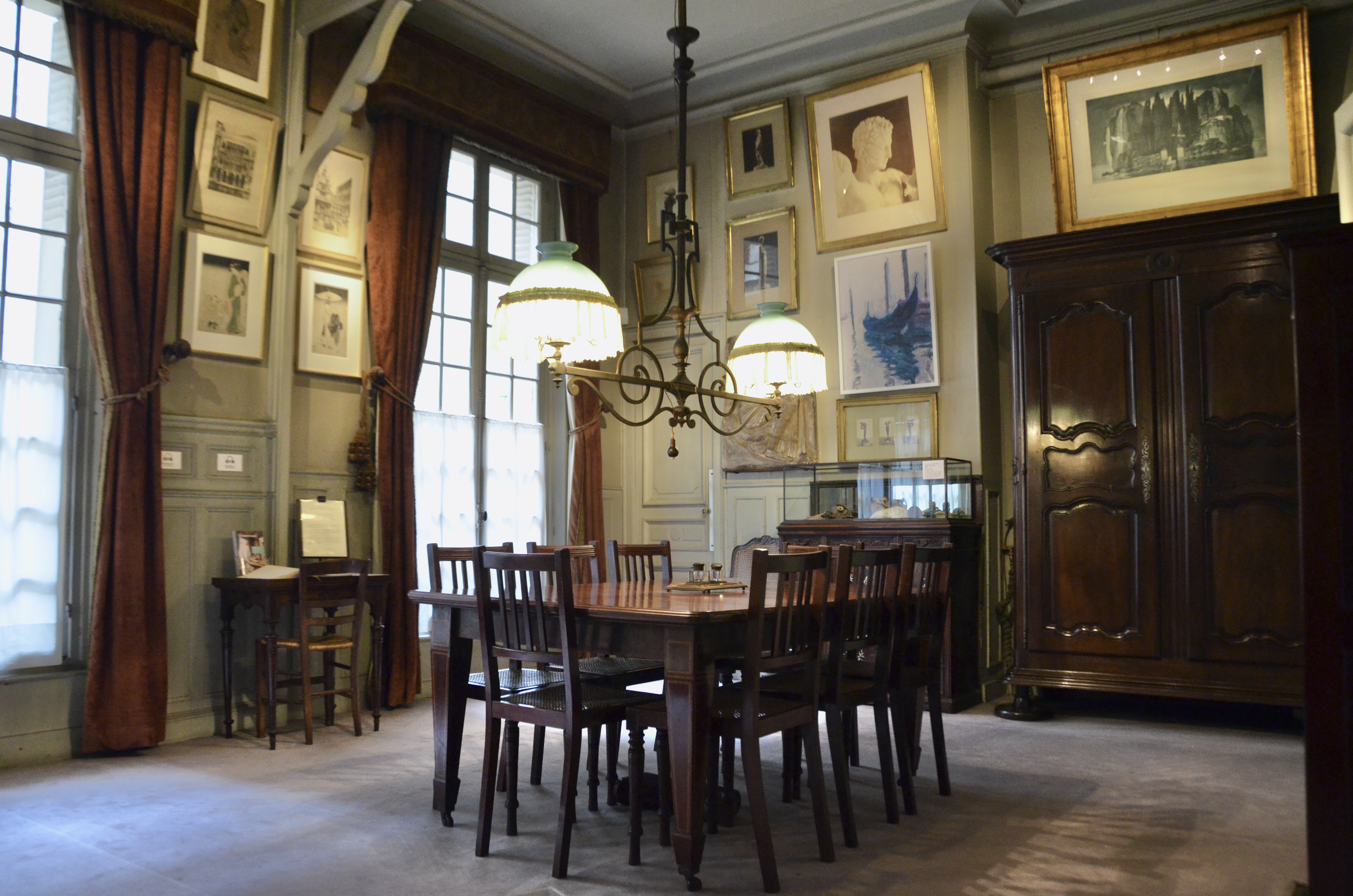
Salle à manger
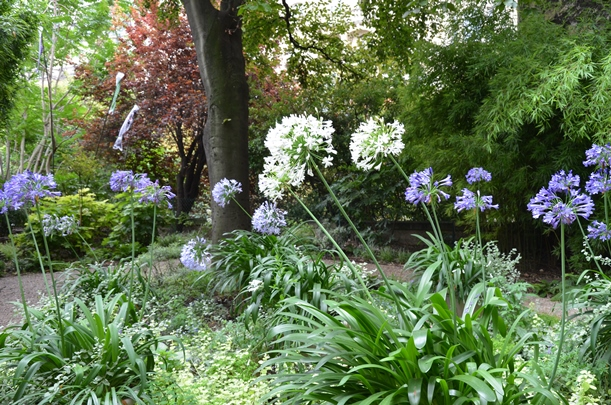
Jardin.